# Висликофен
Висликофен (нем. Wislikofen) — населённый пункт в Швейцарии, входит в состав коммуны Цурцах округа Цурцах в кантоне Аргау.
Входит в состав округа Цурцах. Население составляет 328 человек (на 31 декабря 2007 года). Официальный код — 4322.
До 2021 года был самостоятельной коммуной. С 1 января 2022 года объединён с 7 другими коммунами в коммуну Цурцах.

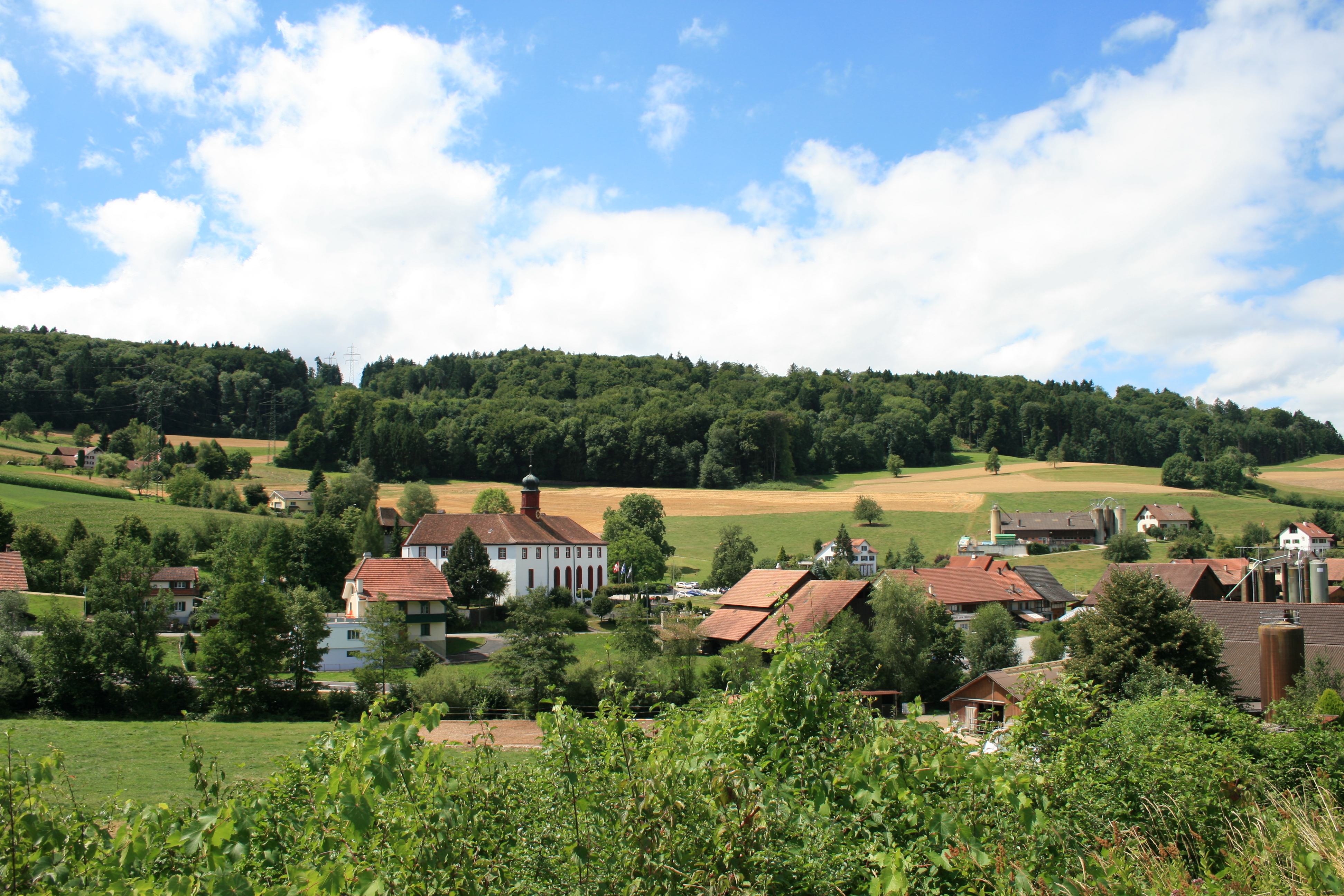
Висликофен